# Dinah Shore

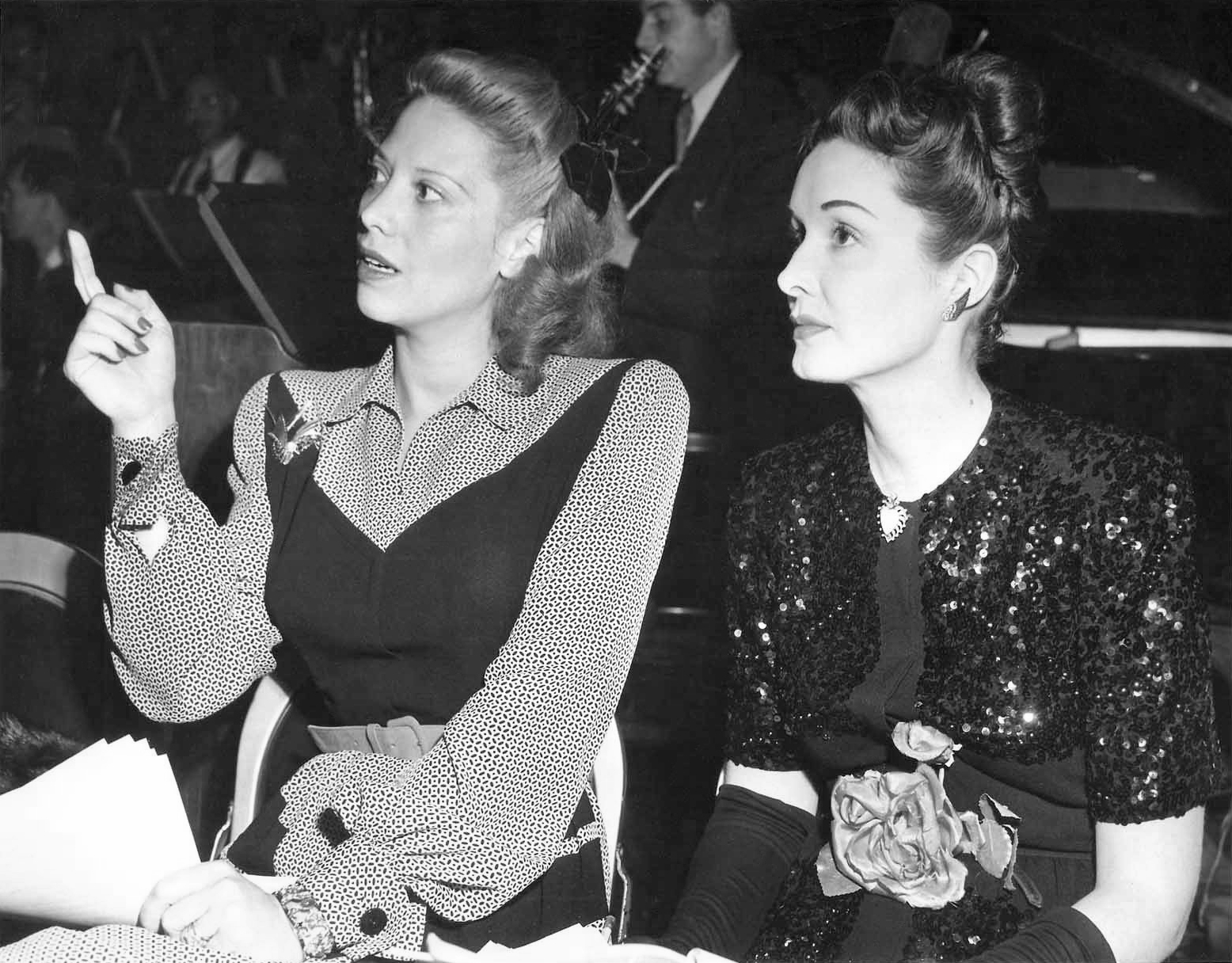
Dinah Shore och Gail Patrick 1945.

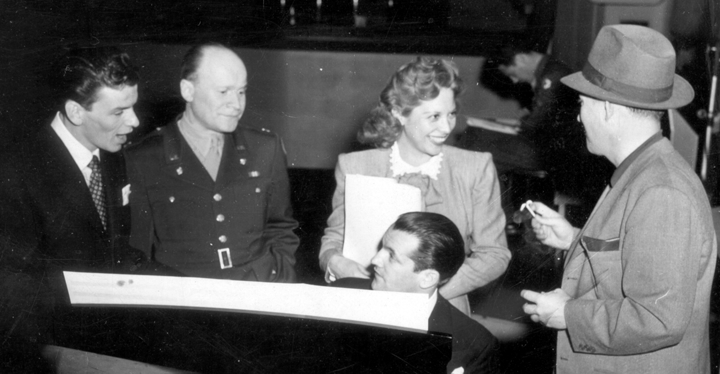
Dinah Shore tillsammans med Frank Sinatra (längst till vänster) och Bing Crosby (längst till höger) 1944.

Dinah Shore, ursprungligen Frances Rose Shore, född 29 februari 1916 i Winchester, Tennessee, död 24 februari 1994 i Beverly Hills, Los Angeles, Kalifornien, var en amerikansk sångerska och skådespelarinna.
Shore var en populär sångerska i radio på 1940-talet. Hennes största skivsuccé var "Yes, My Darling Daughter" som såldes i 1 miljon exemplar. Under andra världskriget uppträdde hon för trupperna i Normandie, Frankrike.
Hon gjorde ett misslyckat försök att bli filmstjärna i Hollywood och medverkade i några få filmer, såsom Tacka din lyckliga stjärna (1943), Med flickor i lasten (1944) och Efter regn kommer solsken (1946). Däremot gjorde hon stor succé med sin egen TV-show - The Dinah Shore Show åren 1951 – 1957 och ledde en populär talkshow, speciellt ägnad åt kvinnor, under 1970-talet.
1943–1960 var hon gift med skådespelaren George Montgomery. På 1970-talet hade hon ett etablerat förhållande med den 20 år yngre skådespelaren Burt Reynolds.

## Diskografi (urval)
Singlar (topp 20 på Billboard Hot 100)
- 1940 – "The Breeze and I" (#13)
- 1940 – "The Rumba-Cardi" (med Xavier Cugat) (#19)
- 1940 – "Maybe" (#17)
- 1940 – "Yes, My Darling Daughter" (#10)
- 1941 – "I Hear a Rhapsody" (#9)
- 1941 – "Quiéreme Mucho" (med Xavier Cugat) (#16)
- 1941 – "Jim" (#5)
- 1942 – "Miss You" (#8)
- 1942 – "I Got It Bad (and That Ain't Good)" (#19)
- 1942 – "I Don't Want to Walk Without You" (#12)
- 1942 – "Blues in the Night" (#4)
- 1942 – "Skylark" (#5)
- 1942 – "He Wears a Pair of Silver Wings" (#16)
- 1942 – "Mad About Him" (#18)
- 1942 – "Sleepy Lagoon" (#12)
- 1942 – "One Dozen Roses" (#8)
- 1942 – "He's My Guy" (#20)
- 1942 – "Dearly Beloved" (#10)
- 1943 – "Why Don't You Fall In Love with Me?" (#3)
- 1943 – "You'd Be So Nice to Come Home To" (#3)
- 1943 – "Murder He Says" (#5)
- 1943 – "Something to Remember You By" (#18)
- 1944 – "I'll Walk Alone" (#1)
- 1944 – "Together" (#19)
- 1945 – "Sleigh Ride In July" (#8)
- 1945 – "Candy" (#5)
- 1945 – "He's Home For a Little While" (#11)
- 1945 – "Along the Navajo Trail" (#7)
- 1945 – "But I Did" (#16)
- 1945 – "My Guy's Come Back" (#14)
- 1946 – "Personality" (#10)
- 1946 – "Shoo-Fly Pie and Apple Pan Dowdy" (#6)
- 1946 – "Laughing On the Outside (Crying On The Inside)" (#3)
- 1946 – "The Gypsy" (#1)
- 1946 – "All That Glitters Is Not Gold" (#9)
- 1946 – "Doin' What Comes Natur'lly" (#3)
- 1946 – "You Keep Coming Back Like a Song" (#5)
- 1947 – "(I Love You) For Sentimental Reasons" (#2)
- 1947 – "The Anniversary Song" (#1)
- 1947 – "The Egg and I" (#16)
- 1947 – "Tallahassee" (#15)
- 1947 – "I Wish I Didn't Love You So" (#2)
- 1947 – "You Do" (#4)
- 1947 – "How Soon (Will I Be Seeing You)" (#8)
- 1948 – "The Best Things In Life Are Free" (#18)
- 1948 – "Little White Lies" (#11)
- 1948 – "Buttons and Bows" (#1)
- 1948 – "Lavender Blue (Dilly Dilly)" (#9)
- 1949 – "Far Away Places" (#14)
- 1949 – "So in Love" (#20)
- 1949 – "Forever and Ever" (#12)
- 1949 – "Baby, It's Cold Outside" (#4)
- 1949 – "Dear Hearts and Gentle People" (#2)
- 1950 – "It's So Nice to Have a Man Around the House" (#20)
- 1950 – "My Heart Cries for You" (#3)
- 1950 – "Nobody's Chasing Me" (#18)
- 1951 – "A Penny a Kiss" (med Tony Martin) (#8)
- 1951 – "Sweet Violets" (#3)
- 1951 – "The Musicians" (#18)
- 1952 – "Blues In Advance" (#20)
- 1953 – "Blue Canary" (#11)
- 1954 – "Changing Partners" (#12)
- 1955 – "Whatever Lola Wants (Lola Gets)" (#12)
- 1955 – "Love and Marriage" (#20)
- 1957 – "Chantez-Chantez" (#19)
- 1957 – "Fascination" (#15)